# Conseil national de l'information statistique
Le Conseil national de l'information statistique (Cnis) est un organisme français chargé de la concertation entre les producteurs et les utilisateurs de la statistique publique.
Il a été créé en 1984 comme une réforme du Conseil national de la statistique datant de 1972. 
Ses caractéristiques ont été précisées par le décret no 2005-333 du 7 avril 2005, remplacé par le décret no 2009-318 du 20 mars 2009.

## Composition
Initialement présidé par le ministre chargé de l'économie, il dispose désormais de son propre président désigné par le ministre. 
Le Cnis comprend des représentants : 
- du Parlement ;
- du Conseil économique, social et environnemental ;
- de l'Institut national de la statistique et des études économiques (Insee), de l'Institut national d'études démographiques (INED) et de la Banque de France ;
- des syndicats de salariés et des organisations patronales ;
- des chambres consulaires ;
- des collectivités territoriales ;
- des chercheurs en sciences humaines et sociales ;
- de la presse spécialisée ;
- de l'Union nationale des associations familiales ;
- de la société civile.

## Organisation
Le Conseil national de l'information statistique, outre ses assemblées plénières, comprend plusieurs formations :
- le bureau
- le comité du contentieux des enquêtes statistiques obligatoires[4] ;
- le comité du label des enquêtes statistiques (créé en 1994) qui examine les projets d'enquêtes statistiques des producteurs statistiques publics : principalement l'Insee et les services statistiques des ministères.
- la commission nationale des nomenclatures économiques et sociales chargée de tenir à jour les nomenclatures économiques et sociales officielles.
- la commission nationale d'évaluation du recensement de la population chargée de l'évaluation des modalités de collecte des informations recueillies à l'occasion du recensement de la population.
- le comité du secret statistique, lui-même divisé en deux sections, respectivement chargées des données sur la vie privée et des données économiques et financières ; en 2004, il a accordé 255 habilitations aux demandes de 66 organismes enquêteurs.
- des commissions thématiques (7 en 2016) et groupes de travail établis par le bureau et chargés de tâches d'expertise.

## Missions
Le rôle du Conseil national de l'information statistique a été renforcé (décret du 20 mars 2009), ce qui se traduit par un rôle accru de son bureau, une meilleure organisation des sept commissions thématiques et une réduction du nombre de membres (46 au lieu de 138), permettant une concertation plus efficace entre les utilisateurs et les producteurs de statistiques publiques. 
Le CNIS ne sera plus présidé par le Ministre de l'économie et publiera un rapport annuel sur ses activités.
Par la loi des archives du 15 juillet 2008 modifiant la loi du 7 juin 1951, les compétences du comité du secret statistique ont été élargies. Le comité peut désormais autoriser l'accès aux données sur les ménages, mais uniquement à des fins de statistique publique (il deviendra possible de donner des échantillons aux Services statistiques ministériels) ou de recherche scientifique ou historique (les chercheurs accèderont à ces données par l'intermédiaire d'un centre d'accès sécurisé).

## Attributions
Le conseil exerce un rôle purement consultatif. Il examine les besoins des organismes publics et de la recherche en matière de statistiques et vise ainsi à mieux coordonner l'activité de l'Insee, des services statistiques des ministères et de ceux des autres organismes publics ou d'organismes privés chargés de missions de service public, notamment des administrations de sécurité sociale. Il étudie les changements à apporter aux outils statistiques et notamment des nomenclatures. 
Un secrétaire général et un secrétaire général adjoint exécutent les décisions du conseil et de son bureau.
Le rapport annuel d'activité est adopté à l'assemblée plénière et adressé aux services producteurs d'informations statistiques.
Le Cnis publie en outre de nombreux travaux, consultables sur son site.

### Comité du label des enquêtes statistiques
Ce comité examine les projets d'enquêtes statistiques des producteurs statistiques publics, principalement l'Insee et les services statistiques des ministères. 
Cet examen vérifie que le projet d'enquête dispose d'un avis d'opportunité délivré par l'une des commissions thématiques citées ci-dessous et qu'il présente des garanties en matière de qualité statistique et qu'il a fait l'objet d'une concertation avec les utilisateurs pressentis. Si l'examen est satisfaisant, le comité délivre un label d'intérêt général et de qualité statistique. Le comité transmet ses recommandations au Conseil national de l'information statistique qui soumet la liste complète au ministre chargé de l'économie. Seul ce label permet l'inscription de l'enquête au programme officiel arrêté par le ministre et publié chaque année au Journal officiel. Ce label permet également de rendre la réponse à ces enquêtes obligatoire pour les citoyens ou les organismes interrogés.  En 2004, il a examiné 60 enquêtes. En 2006, il a examiné 77 projets d'enquête et attribué le label à 68 d'entre eux.

## Liste des dirigeants successifs
| Identité                        | Période      | Période | Durée |
| Identité                        | Début        | Fin     | Durée |
| ------------------------------- | ------------ | ------- | ----- |
| Bertrand du Marais (né en 1964) | octobre 2024 |         |       |